# Engiadina Bassa/Val Müstair
Engiadina Bassa/Val Müstair (niem. Region Unterengadin/Münstertal) – region w Szwajcarii, w kantonie Gryzonia. Powstał 1 stycznia 2016. Powierzchnia regionu wynosi 1196,53 km², zamieszkany jest przez 9175 osób (31 grudnia 2022). Siedziba administracyjna regionu znajduje się w miejscowości Scuol.

## Gminy
W skład regionu wchodzi pięć gmin: 
| Gminy regionu Engiadina Bassa/Val Müstair | Gminy regionu Engiadina Bassa/Val Müstair | Gminy regionu Engiadina Bassa/Val Müstair | Gminy regionu Engiadina Bassa/Val Müstair | Gminy regionu Engiadina Bassa/Val Müstair |
| Herb                                      | Nazwa gminy                               | Ludność (31 grudnia 2020)                 | Powierzchnia km²                          |                                           |
| ----------------------------------------- | ----------------------------------------- | ----------------------------------------- | ----------------------------------------- | ----------------------------------------- |
| Samnaun                                   | Samnaun                                   | 784                                       | 56,28                                     |                                           |
| Scuol                                     | Scuol                                     | 4 624                                     | 438,61                                    |                                           |
| Val Müstair                               | Val Müstair                               | 1 423                                     | 198,65                                    |                                           |
| Valsot                                    | Valsot                                    | 826                                       | 158,95                                    |                                           |
| Zernez                                    | Zernez                                    | 1 506                                     | 344,04                                    |                                           |

## Zmiany administracyjne
- 1 stycznia 2009
  - utworzenie gminy Val Müstair z gmin Fuldera, Lü, Müstair, Santa Maria Val Müstair, Tschierv oraz Valchava
- 1 stycznia 2013
  - utworzenie gminy Valsot z gmin Ramosch i Tschlin
- 1 stycznia 2015
  - przyłączenie gmin Ardez, Ftan, Guarda, Sent i Tarasp do gminy Scuol
  - przyłączenie gmin Lavin i Susch do gminy Zernez